# Olympiade d'échecs de 2014
L'Olympiade d'échecs de 2014, la 41e édition de la compétition, s'est tenue du 1er au 14 août 2014 à Tromsø. Le tournoi par équipe mixte (tournoi « open ») a été remporté  par la Chine devant la Hongrie et l'Inde. Le tournoi féminin a été remporté par la Russie devant la Chine et l'Ukraine.

## Règlement
La compétition voit s'opposer des équipes de 4 joueurs en 11 rondes, la cadence étant de 1 heure 30 minutes pour jouer 40 coups, puis 30 minutes pour le restant de la partie, le tout avec un incrément de 30 secondes par coup dès le premier coup. Spécificité de ces Olympiades, les joueurs ne peuvent pas proposer nulle par consentement mutuel avant le trentième coup. La tolérance zéro retard de la FIDE est appliquée.

## Tournoi open (mixte)
172 équipes.

### Résultats
| Classement final | Classement final | Points | Matchs gagnés | Matchs nuls | Matchs perdus | Départage | Composition des équipes                                    |
| ---------------- | ---------------- | ------ | ------------- | ----------- | ------------- | --------- | ---------------------------------------------------------- |
| 1er              | Chine            | 19     | 8             | 3           | 0             |           | Wang Yue, Ding Liren, Yu Yangyi, Ni Hua, Wei Yi            |
| 2e               | Hongrie          | 17     | 7             | 3           | 1             | 372       | Lékó, Balogh, Almasi, Rapport, J. Polgár                   |
| 3e               | Inde             | 17     | 7             | 3           | 1             | 371,5     | Negi, P. Sethuraman, K. Sasikiran, B. Adhiban, Lalith Babu |
| 4e               | Russie           | 17     | 7             | 3           | 1             | 352       | Kramnik, Grichtchouk, Svidler, Kariakine, Nepomniachtchi   |
| 5e               | Azerbaïdjan      | 17     | 7             | 3           | 1             | 345       | Mamedyarov, Radjabov, R. Mamedov, Safarli, Gousseinov      |
| 6e               | Ukraine          | 16     | 6             | 4           | 1             | 377,5     | Ivantchouk, Ponomariov, Eljanov, Korobov, Moiseenko        |
| 7e               | Cuba             | 16     | 7             | 2           | 2             | 361       |                                                            |
| 8e               | Arménie          | 16     | 6             | 4           | 1             | 350       |                                                            |
| 9e               | Israël           | 16     | 7             | 2           | 2             | 348       |                                                            |
| 10e              | Espagne          | 16     | 7             | 2           | 2             | 334,5     |                                                            |

### Médailles individuelles
| Échiquier | Médaille d'or                  | Perf. Elo | Médaille d'argent           | Perf. Elo | Médaille de bronze         | Perf. Elo |
| 1         | Veselin Topalov (2 772)        | 2 872     | Michael Adams (2 740)       | 2 839     | Anish Giri (2 745)         | 2 836     |
| 2         | Nguyễn Ngọc Trường Sơn (2 634) | 2 843     | Csaba Balogh (2 637)        | 2 839     | Ding Liren (2 742)         | 2 831     |
| 3         | Yu Yangyi (2 668)              | 2 912     | Krishnan Sasikiran (2 669)  | 2 753     | Pavel Eljanov (2 723)      | 2 745     |
| 4         | Nikola Sedlak (2 554)          | 2 773     | Isan Ortiz Suárez (2 603)   | 2 766     | Ni Hua (2 666)             | 2 723     |
| Réserve   | Samuel Shankland (2 624)       | 2 831     | Aleksandr Moiseenko (2 707) | 2 714     | Ian Nepomniachtchi (2 714) | 2 650     |

Avec une performance à 2 912 elo, le Chinois Yu Yangyi réalise la meilleure performance individuelle.

## Tournoi féminin
136 équipes.
134 nations représentées.

### Résultats
| Classement final | Classement final | Points | Matchs gagnés | Matchs nuls | Matchs perdus | Départage | Composition des équipes                                                     |
| ---------------- | ---------------- | ------ | ------------- | ----------- | ------------- | --------- | --------------------------------------------------------------------------- |
| 1er              | Russie           | 20     | 10            | 0           | 1             |           | K. Lagno, V. Gounina, A. Kosteniouk, O Guiria, N. Pogonina                  |
| 2e               | Chine            | 18     | 8             | 2           | 1             | 406       | Hou Yifan, Ju Wenjun, Zhao Xue, Tan Zhongyi, Guo Qi                         |
| 3e               | Ukraine          | 18     | 8             | 2           | 1             | 383       | A. Mouzytchouk, M. Mouzytchouk, Ushenina, Joukova, I. Gaporenko             |
| 4e               | Géorgie          | 17     | 8             | 1           | 2             | 390       | N. Dzagnidzé, B. Khotenashvili, L. Javakhichvili, S. Melia, N. Batsiachvili |
| 5e               | Arménie          | 17     | 8             | 1           | 2             | 350,5     |                                                                             |
| 6e               | Kazakhstan       | 17     | 8             | 1           | 2             | 320       |                                                                             |
| 7e               | Pologne          | 16     | 7             | 2           | 2             | 362       |                                                                             |
| 8e               | États-Unis       | 16     | 7             | 2           | 2             | 339,5     |                                                                             |
| 9e               | Allemagne        | 16     | 8             | 0           | 3             | 304       |                                                                             |
| 10e              | Inde             | 15     | 6             | 3           | 2             | 380       |                                                                             |

### Médailles individuelles
| Échiquier | Médaille d'or                | Perf. Elo | Médaille d'argent          | Perf. Elo | Médaille de bronze        | Perf. Elo |
| 1         | Nana Dzagnidzé (2 550)       | 2 719     | Hou Yifan (2 661)          | 2 671     | Pia Cramling (2 500)      | 2 659     |
| 2         | Valentina Gounina (2 524)    | 2 651     | Bela Khotenashvili (2 494) | 2 589     | Ju Wenjun (2 559)         | 2 564     |
| 3         | Alexandra Kosteniouk (2 531) | 2 639     | Ana Matnadzé (2 385)       | 2 445     | Ellinor Frisk (2 257)     | 2 432     |
| 4         | Natalia Joukova (2 468)      | 2 512     | Marta Bartel (2 359)       | 2 439     | Irina Bulmaga (2 354)     | 2 433     |
| Réserve   | Padmini Rout (2 318)         | 2 584     | Guo Qi (2 453)             | 2 520     | Gulmira Dauletova (2 252) | 2 486     |

Avec une performance à 2 719 elo, la Géorgienne Nana Dzagnidzé réalise la meilleure performance individuelle.